# Arboretum de Beynost
El Arboreto de Beynost ( en francés : Arboretum de Beynost) es un arboreto de 3,5 hectáreas de extensión, en Beynost, Francia. 

## Localización
Esta región ("Côtière ") está situada en un bonito paisaje de colinas y rodeada al oeste por la aglomeración de Lyon y el Valle del río Saona. Las laderas de la "Côtière" conduce hacia el norte por la meseta de Dombes. Hacia el este, la llanura del Ain constituye una pequeña región intermedia con las primicias de Baja Bugey. Por último, hacia el sur, la "Côtière" está bordeada por el paso del Ródano (el canal de Miribel, a partir de Niévroz).
Arboretum de Beynost Chemin de la Grande Montée 01700 Beynost, Département de Ain, Ródano-Alpes, France-Francia. 
Planos y vistas satelitales, 45°50′38.76″N 4°59′41.74″E / 45.8441000, 4.9949278
- Temperatura media 11,4 °C
- Promedio anual de lluvias 824,8 mm

Es visitable a lo largo de todo el año con acceso gratuito a caminar, comida campestre, siesta, etc ...

## Historia
El arboreto se estableció tras las inundaciones de 1995: en efecto, esta zona que alberga 350 árboles contribuye à estabilizar el suelo, en caso de escorrentía en la ladera de la "Côtière", sobre la que se encuentra el arboreto.
Aplicando el principio de un árbol por cada niño del municipio. Inaugurado en 1998, el arboreto tiene actualmente unas 3,5 hectáreas con 305 árboles y 50 especies.
Después de la gran inundación de 1995, el municipio de Beynost ha encargado 2 estudios hidráulicos y ambientales. 
El área actual del arboreto consiste en una fina capa de tierra vegetal colocado sobre una capa de margas permeable.
En las fuertes lluvias, la parte superior tiende a deslizarse sobre la marga. Como remedio es el plantar árboles.
A iniciativa del teniente de alcalde, se propone la creación de un arboreto y la participación de los niños de la comuna.
Desde 1998 todos los años hay un día dedicado por la comuna para que los niños y los padres elijan un árbol. Una vez que el árbol está elegido, se le entrega al niño un diploma acreditativo de la elección.
En noviembre de 2014, el arboretum fue el tema de un percance importante pues un caballo suelto patea a los robles programados para su plantación.

## Colecciones botánicas
La flora de la región tiene una especie notable tal como Allium angulosum. La mayor parte de las especies son plantas relativamente comunes en la zona, así Acer campestre, Crataegus monogyna, o los helechos Dryopteris filix-mas, Athyrium filix-femina, Polypodium vulgare  y Asplenium trichomanes.
Este arboreto alberga unas 50 especies de árboles y arbustos procedentes de ecosistemas de clima templado de todo el mundo.